# Liga Dreptății din America
Justice League sau Justice League of America (denumiri traduse în română ca Liga Dreptății sau Liga Dreptății din America) este o echipă de supereroi care apare în benzile desenate americane publicate de DC Comics. A debutat în The Brave and the Bold #28 (martie 1960). Echipa a fost concepută de scriitorul Gardner Fox ca o relansare a Societății Dreptății din America, un grup similar marca DC din anii 1940, care fusese retras din tipar din cauza scăderii vânzărilor.
Liga Dreptății a fost creată pentru a spori vizibilitatea și vânzările personajelor membre prin promovarea lor simultană, și a contribuit semnificativ la dezvoltarea Universului DC ca univers comun. Din punct de vedere diegetic, membrii Ligii Dreptății sunt recunoscuți pentru munca lor independentă, unindu-se în această formulă doar pentru a face față unor răufăcători deosebit de puternici. Acest aspect se află în opoziție cu alte echipe de supereroi, precum X-Men, ale căror personaje au fost create special pentru a face parte dintr-o echipă. 
Dincolo de benzile desenate, Liga Dreptății a fost adaptată în emisiuni de televiziune, filme și jocuri video.

## Publicații

### Epoca de Argint
La început, Liga Dreptății a reprezentat o renaștere a Societății Dreptății din America, creată de editorul Sheldon Mayer și scriitorul Gardner Fox în 1940. După cel de-al Doilea Război Mondial, supereroii au pierdut din popularitate, ceea ce a dus la anularea multor serii, inclusiv a Societății Dreptății, care și-a găsit sfârșitul în All-Star Comics #57 (1951). Câțiva ani mai târziu, vânzările au crescut din nou, iar DC Comics a relansat unele personaje retrase, remodelând câteva dintre ele în acest proces. 
Editorul evreu cu origini românești, Julius Schwartz, l-a rugat pe scriitorul Gardner Fox să reintroducă Justice Society of America. Schwartz a decis să o redenumească „Liga Dreptății din America”, deoarece a considerat că „Liga” ar fi mai atractivă pentru cititorii tineri, evocând organizații sportive precum Liga Națională de Baseball. Liga Dreptății din America a debutat în The Brave and the Bold #28 (martie 1960), și, după alte două apariții în acest titlu, a primit propria serie, care a devenit rapid unul dintre cele mai bine vândute titluri ale companiei. Acest lucru a determinat DC Comics să creeze o mulțime de alte echipe de supereroi, precum Tinerii Titani. Marvel Comics, o editură rivală de benzi desenate, a observat succesul Ligii Dreptății, și a creat Avengers și Cei Patru Fantastici.
Linia inițială a Ligii Dreptății a inclus șapte dintre supereroii DC Comics care erau publicați în mod regulat la acea vreme: Superman, Batman, Aquaman, Flash, Green Lantern, Martian Manhunter și Wonder Woman. Fox a creat, de asemenea, un personaj nou, non-supererou, numit Snapper Carr, care era menit să reprezinte cititorii adolescenți ai DC, și care s-a alăturat Ligii ca membru de onoare în povestea lor de debut. Deși Superman și Batman au fost incluși în ansamblul inițial al Ligii Dreptății, ei au fost în mare parte absenți din primele povești ale Ligii, jucând doar roluri minore, deoarece cei doi erau deja prezenți în DC's World's Finest Comics, și Fox era îngrijorat că cei doi eroi faimoși ar fi distras atenția de la colegii lor mai puțin populari. Cu toate acestea, pe măsură ce seria a continuat, Superman și Batman au devenit din ce în ce mai prezenți, deoarece cititorii au cerut să îi vadă mai mult în poveștile Ligii. Lista echipei avea să se extindă rapid cu Săgeata Verde, Atom și Hawkman, care au fost adăugați în echipă în următorii patru ani.
În poveștile din anii 1940 (în All Star Comics), Societatea Dreptății a fost folosită mai mult ca un dispozitiv de încadrare pentru aventurile solo ale membrilor săi. Poveștile tindeau să aibă următoarea structură: Societatea Dreptății se întâlnește pentru a discuta despre o nouă amenințare, eroii se despart pentru a întreprinde misiuni individuale care se leagă cumva de amenințarea respectivă, și, în cele din urmă, se regrupează pentru confruntarea cu răufăcătorul principal. În anii 1940, majoritatea benzilor desenate erau antologii, iar All Star Comics nu a fost, în practică, o abatere majoră de la acest lucru. În schimb, Liga Dreptății a colaborat mai strâns în poveștile sale, având astfel o identitate mai puternică ca echipă.
O altă diferență față de poveștile Societății Dreptății din anii 1940 este aceea că Batman și Superman erau membri obișnuiți ai distribuției, nu simpli „membri onorifici” care făceau apariții ocazionale.
Justice League of America #21 (1963) a prezentat prima poveste de crossover, în care Justice League se întâlnește și face echipă cu Justice Society of America. În acest fel, DC Comics a readus în scenă o serie de personaje vechi, precum Doctor Fate și Black Canary. Numărul a fost un succes, iar astfel de crossover-uri au devenit un eveniment recurent.

### Era Detroit (1984-1986)
De la înființarea Ligii Dreptății, în 1960, și până în 1984, echipa a inclus întotdeauna o serie de personaje de primă mână pentru a atrage cititorii, cum ar fi Wonder Woman sau Superman. Dar în Justice League of America Annual #2 (1984), Justice League a fost revizuită pentru a cuprinde personaje mai obscure, precum Vixen, Vibe și Martian Manhunter. Membrii originali de primă listă nu vor fi readuși în distribuție decât în 1996. Motivele care au stat la baza acestei schimbări au fost renunțarea la continuitățile întortocheate ale personajelor clasice, prin folosirea unor personaje mai puțin cunoscute și noi, oferindu-le astfel scriitorilor mai multă flexibilitate; și de a da echipei un aer mai tineresc, mai modern, similar cu cel al Teen Titans și al X-Men, care se vindeau mai bine. Distribuția era multiculturală: Gypsy era de etnie romă, Vibe era latino, Vixen era africană. Cu toate acestea, scriitura lui Vibe și Gypsy a fost criticată pentru că folosea clișee ale grupurilor etnice, simptomatice pentru scriitorii care erau bine intenționați, dar nu erau la curent cu sensibilitățile moderne.
Această eră a Ligii Dreptății, care a durat aproximativ doi ani, este cunoscută popular sub numele de „Liga Dreptății Detroit”, deoarece eroii aveau sediul în Detroit.

### Justice League International

Coperta revistei Justice League #1 (mai 1987). Această versiune a Ligii Dreptății i-a inclus pe Batman, Canarul Negru, Căpitanul Marvel și Cărăbușul Albastru.

Crossover-ul „Legends” din 1986 s-a încheiat cu formarea unei noi Ligi a Dreptății. Noua echipă a fost numită „Liga Internațională a Dreptății” (JLI), și a primit un mandat mai puțin axat pe America. Justice League International a fost recunoscută de către Națiunile Unite ca entitate politică, și a înființat „ambasade” în întreaga lume. Noua serie era axată pe dezvoltarea personajelor, și avea un ton excentric și plin de umor, care s-a dovedit a fi popular printre cititori. Au fost create numeroase echipe derivate, cum ar fi Justice League Europe și Justice League Task Force. În 1996, aceste serii au fost anulate din cauza vânzărilor slabe.
Justice League International a prezentat personaje care nu făcuseră anterior parte din Universul DC. Printre acestea se numărau Căpitanul Atom și Cărăbușul Albastru, care au fost create pentru Charlton Comics în anii 1960. În 1983, DC Comics a cumpărat Charlton Comics, și, câțiva ani mai târziu, i-a integrat pe Cărăbușul Albastru și Căpitanul Atom în Universul DC. Căpitanul Marvel, care provenea inițial din universul Fawcett Comics, a fost integrat în mod similar.

## Membri
| Supererou | Nume real                        | Data înrolării                 |
| --- | -------------------------------- | ------------------------------ |

Liga Dreptății pe coperta Absolute Justice (2009).
În prim-plan, de la stânga la dreapta: Flash, Batman, Femeia Fantastică și Superman.

| Șapte membri au fost prezentanți în prima apariție a echipei (The Brave and the Bold #28, februarie-martie 1960). Noii membri au fost adăugați pe parcursul publicării propriei serii a grupului (Justice League of America, lansată în noiembrie 1960). Această versiune a durat până la mijlocul anilor 1980. |                                  |                                |
| Superman | Kal-El / Clark Kent              | The Brave and the Bold #28     |
| Batman | Bruce Wayne                      | The Brave and the Bold #28     |
| Femeia Fantastică | Prințesa Diana / Diana Prince    | The Brave and the Bold #28     |
| Flash | Barry Allen                      | The Brave and the Bold #28     |
| Lanterna Verde | Hal Jordan                       | The Brave and the Bold #28     |
| Aquaman | Orin / Arthur Curry              | The Brave and the Bold #28     |
| Martian Manhunter | J'onn J'onzz / John Jones        | The Brave and the Bold #28     |
| Săgeata Verde | Oliver Queen                     | Justice League of America #4   |
| Atom | Ray Palmer                       | Justice League of America #14  |
| Hawkman | Katar Hol / Carter Hall          | Justice League of America #31  |
| Metamorpho | Rex Mason                        | Justice League of America #42  |
| Canarul Negru | Dinah Drake / Dinah Laurel Lance | Justice League of America #74  |
| Phantom Stranger |                                  | Justice League of America #103 |
| Elongated Man | Ralph Dibny                      | Justice League of America #105 |
| Red Tornado | Ulthoon / John Smith             | Justice League of America #106 |
| Lanterna Verde | John Stewart                     | Justice League of America #110 |
| Femeia Șoim | Shayera Hol / Shiera Hall        | Justice League of America #146 |
| Zatanna | Zatanna Zatara                   | Justice League of America #161 |
| Firestorm | Ronnie Raymond și Martin Stein   | Justice League of America #179 |